# Калкун, Мари
Мари Калкун (род. 1 апреля 1986, Вырумаа) — эстонская певица и музыкант, специализирующаяся на современной народной музыке. Выступала дома и за рубежом с ансамблем Runorum, выпустив с 2007 года несколько записей. В 2013 году она была признана лучшей певицей на церемонии вручения наград Ethno Music Awards Эстонии. Её альбом 2018 года Ilmamõtsan состоял из песен, вдохновленных эстонской традиционной народной музыкой, особенно из деревень Вырумаа, родины Калкун, расположенной на юго-востоке Эстонии.

## Биография
Мари Калкун родилась 1 апреля 1986 года и выросла в Выруском районе на юго-востоке Эстонии, где с детства она наблюдала за лесами, птицами и болотами. Её двоюродный брат — музыкант и фольклорист Андреас Калкун, кузины сотрудничали друг с другом.
Сначала Мари изучала культурный менеджмент в Вильяндиской академии культуры, затем изучала музыку в Эстонской академии музыки и театра. Она была студенткой по обмену в Академии имени Сибелиуса в Хельсинки, Финляндия, получив степень магистра традиционного пения. Мари выработала свой особый стиль сочетания народной музыки с джазом.
Калкун сочиняет собственную музыку и играет на каннели, фортепиано, аккордеоне и гитаре. Свой первый сольный альбом Üü tulõk («Прибытие ночи») она выпустила в 2007 году. Благодаря успеху её пригласили на концерты во Францию, Великобританию, Финляндию и Россию. В 2009 году она выступала в Японии вместе с эстонским исполнителем Pastacas, где также была выпущена запись её музыки.
Более поздние записи включают Dear Rain (2010), Tii ilo (2015) вместе с её финской группой Runorum и Upa-upa ubinakõnõ (2015) на её родном выруском диалекте. Ilmamõtsan был выпущен в ноябре 2017 года. Он состоит из 12 песен на эстонском и выруском языках, большинство из которых написаны Калкун по мотивам произведений местных стихотворцев.